# 3D XPoint

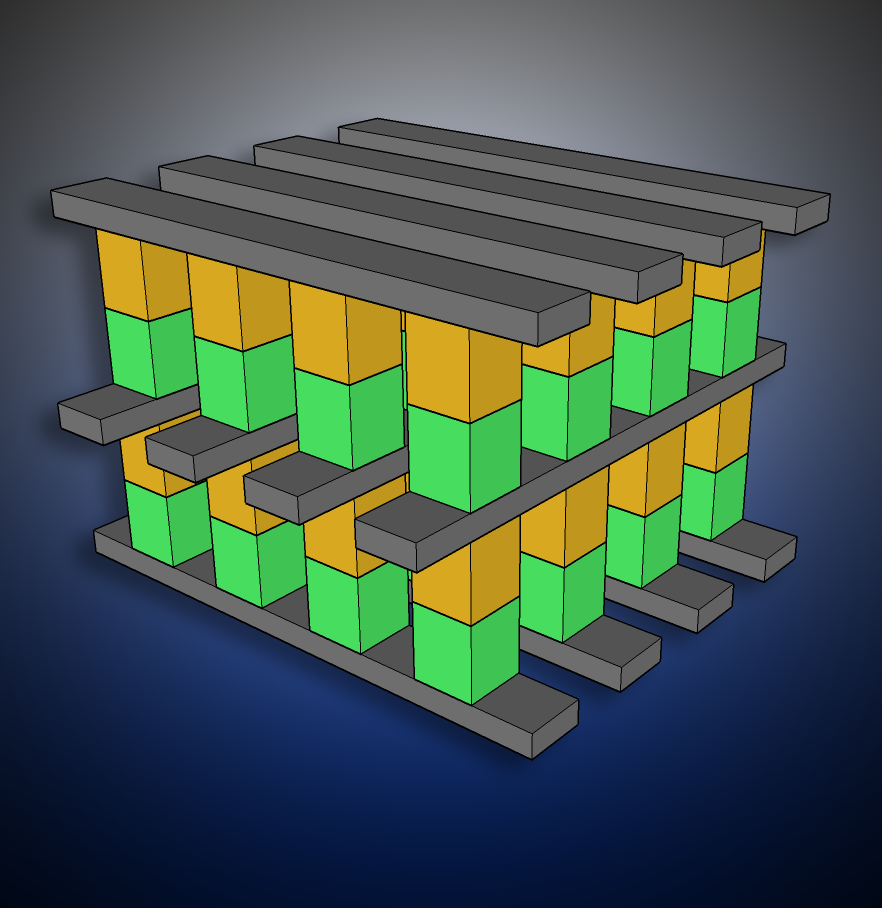
3D XPoint的双层结构图

3D XPoint（此处“X”发音为“cross”）是由英特尔与镁光共同开发的一种已停产的非易失性存储器技术，英特尔旗下使用该项技术的产品品牌名为傲腾（英語：Optane，前译“闪腾”），而镁光产品的品牌名则是QuantX，这项技术的开发始于2012年，并发布于2015年7月，首批运用该技术的实际产品则是在2017年初上市。其是一种立体化结构的存储技术，由选择器和内存单元共同组成，支持按字节寻址，虽然英特尔和镁光都没有公布3D XPoint的具体技术细节，但其仍被普遍认为是一种相变化存储器技术，利用单元电阻值差异来存储数据，相较于传统NAND闪存而言拥有性能与寿命上的优势，英特尔称3D XPoint拥有相近于DRAM的速度，除了可单独作为外存外，也可用用于加速其它外存的缓存，亦或是与普通DRAM相搭配，作为成本更低的内存方案。
英特尔基于3D XPoint所推出的傲腾系列产品共有五个分支：提供给企业的傲腾持久内存与傲腾数据中心级固态硬盘，以及消费级产品傲腾固态硬盘、傲腾增强型SSD与傲腾内存，而镁光虽然在2016年就已经与英特尔一起宣布了其旗下3D XPoint产品品牌QuantX，但其直到2019年才推出其首款公开发售的3D XPoint产品X100 NVMe SSD。
2018年，英特尔与镁光共同宣布，在完成了第二代3D XPoint技术的开发后，下一代3D XPoint技术将不再由两家公司合作开发，而是转而由两家公司各自独立开发。2021年1月，英特尔宣布将停止为消费级市场提供傲腾产品。同年3月，镁光宣布将终止其3D XPoint业务，将资源转移到对Compute Express Link内存产品的开发上，随后将其旗下用于生产3D XPoint产品的犹他州利哈伊市晶圆厂以9亿美元的价格出售予德州仪器。2022年，英特尔又于其该年第二季度财报当中宣布将逐步关闭傲腾业务，3D XPoint至此彻底退市。

## 背景与阐述
3D XPoint的开发始于2012年。英特尔和美光之前已开发了其他非易失性相變化記憶體（PCM）技术；美光Mark Durcan说：3D XPoint架构不同于以前提供的PCM，并为闪存单元的选择器和存储部分采用硫族化物材料，从而比传统的PCM材料（例如GST）更快、更稳定。
截至2015年，英特尔或美光尚未提供该技术的完整细节，尽管该项技术已经声明“不基于电子”。3D XPoint已经被声明使用电阻并且是位元可寻址。类似Crossbar公司正在开发的可變電阻式記憶體，但3D XPoint存储的物理结构不同。3D XPoint的开发商表示其基于“bulk材料的电阻变化”。英特尔首席执行官Brian Krzanich回应了对XPoint材料的提问，称切换是基于“bulk材料性能”。英特尔已表示3D XPoint不使用相变或憶阻器技术。
根据最近的一篇文章，“似乎没有其他供应商有能比拟XPoint性能和耐用性的类似的电阻式内存/相变存储器技术。”
各个数据单元不需要晶体管，因此封装密度将是DRAM的4倍。

## 产品

英特尔傲腾品牌徽标

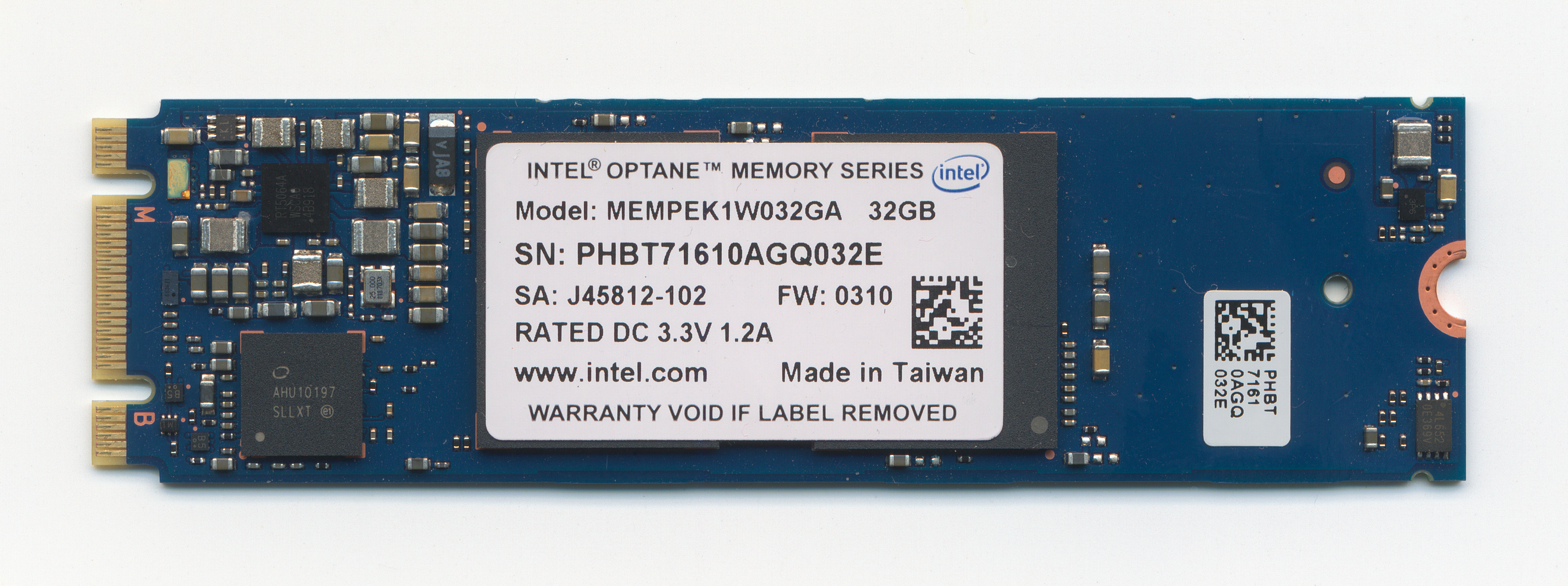
一块32GB的英特尔傲腾内存

在最初，由IM Flash Technologies LLC（英特尔-美光合资）运营的位于犹他州李海的晶圆厂在2015年生产了少量128 Gbit芯片，其堆叠两个64 Gbit平面（plane）。2016年初，IM Flash首席执行官Guy Blalock表示，芯片批量生产仍需约12至18个月。
2015年中期，英特尔宣布基于3D XPoint技术的Optane品牌，预计每位元价格将高于NAND但低于DRAM，具体仍取决于最终产品。
2016年早期，IM Flash宣布其首个固态硬盘世代将达到9微秒潜伏时间、95000 IOPS吞吐量。2016年英特爾開發者論壇上演示的PCI Express（PCIe）140GB开发板在基准测试方面显示了相较于PCIe NAND SSD 2.4-3倍的改进。
2017年初，英特尔公布了Optane品牌的中文名——闪腾，3月28日的发布会上，闪腾更名为傲腾。产品会有固态硬盘和内存两种方式。
2017年3月19日，英特尔发布了傲腾固态硬盘——面向企业级数据中心的“Optane SSD DC P4800X”。3月28日，英特尔发布了傲腾内存（Intel Optane Memory）。

## 脚注
1. ↑  英特尔与Numonyx（英语：Numonyx）在2009年提出了64 Gb可堆叠PCM芯片[19]
2. ↑  也被称为傲腾缓存，傲腾内存为官方命名。但其不是一般意义上的随机存取存储器，而是一种低延迟的M.2 NVMe SSD。可以看作是闪存加速盘，类似ReadyBoost和Smart Response Technology技术。